# Tobias Bong
Tobias Bong (* 23. März 1988 in Köln) ist ein deutscher Kanute.

## Leben
Bong begann 1998 im WSF 31 Köln mit dem Kanuslalom und startete von 2003 bis 2015 für den RKC Köln im Wildwasserrennsport. Ab 2016 startet Bong für das KSK-team Köln, für das u. a. auch der fünfmaligen Weltmeister Markus Gickler fährt.
Bong konnte sich 2005 für Nationalmannschaft im Einer-Kajak qualifizieren. 2008 wurde er erstmals Deutscher Meister im Classicrennen in Sterzing und Vizeweltmeister im Team Classicrennen in Ivrea. 2009 wurde Bong im Team Classicrennen Europameister in Sondrio. Seinen größten Erfolg feierte Bong im Jahr 2012, als er Weltmeister im Einzel Classicrennen und Vize-Weltmeister im Sprint in La Plagne wurde.
Nach seinem Umstieg 2013 auf den olympischen Kanurennsport, wo er im selben Jahr deutscher Vizemeister über die 1000 m und 5000 m wurde, konzentrierte er sich ab 2014 wieder ganz auf den Wildwasserrennsport.
2014 verteidigte er seinen WM-Titel in Sondrio. 2015 wurde er Vize-Europameister auf der Classicstrecke in Banja-Luka. Zudem gewann er 2015 zusammen mit Andreas Heilinger und Björn Beerschwenger die Classicmannschaft bei dem EM.
2016 wurde Bong Vizeweltmeister und in derselben Mannschaftsbesetzung wie 2015 Team-Weltmeister über die Classicdistanz.
Bong lebt in Frechen bei Köln, ist verheiratet und beendete seine aktive Karriere nach der Saison 2016.

## Erfolge
2016:
- 2. Platz Weltmeisterschaft K1 Herren Einzel, Classic Banja Luka / BIH
- 1. Platz Weltmeisterschaft K1 Herren Team, Classic Banja Luka / BIH
- 1. Platz Deutsche Meisterschaft K1 Herren Einzel, Classic Kössen/ AUT
- 2. Platz Deutsche Meisterschaft K1 Herren Team, Classic Kössen / AUT

2015:
- 2. Platz Europameisterschaft K1 Herren Einzel, Classic Banja Luka / BIH
- 1. Platz Europameisterschaft K1 Herren Team, Classic Banja Luka / BIH
- 2. Platz Europameisterschaft K1 Herren Team, Sprint Banja Luka / BIH

2014:
- 1. Platz Weltmeisterschaft K1 Herren Einzel, Classic Sondrio / ITA
- 3. Platz Weltmeisterschaft K1 Herren Team, Classic Sondrio / ITA
- 1. Platz Deutsche Meisterschaft K1 Herren Einzel, Classic Kramsach / AUT
- 1. Platz Deutsche Meisterschaft K1 Herren Einzel, Sprint Kramsach / AUT
- 1. Platz Deutsche Meisterschaft K1 Herren Team, Classic Kramsach / AUT

2013:
- 1. Platz Europameisterschaft K1 Herren Einzel, Classic Bovec / SLO
- 3. Platz Weltmeisterschaft K1 Herren Team, Classic Bovec / SLO
- 1. Platz Deutsche Meisterschaft K1 Herren Einzel, Classic Muotathal / SUI
- 1. Platz Deutsche Meisterschaft K1 Herren Team, Classic Muotathal / SUI
- 2. Platz Deutsche Meisterschaft K1 Herren Einzel, Sprint Muotathal / SUI
- 3. Platz Deutsche Meisterschaft K1 Herren Team, Sprint Muotathal / SUI
- 2. Platz Deutsche Meisterschaft K1 Herren 1000 m, Köln / GER  (Kanu-Rennsport)
- 2. Platz Deutsche Meisterschaft K1 Herren 5000 m, Köln / GER  (Kanu-Rennsport)

2012
- 3. Platz Weltmeisterschaft K1 Herren Team, Classic La Plagne / FRA
- 1. Platz Weltmeisterschaft K1 Herren Einzel, Classic La Plagne / FRA
- 5. Platz Weltmeisterschaft K1 Herren Team, Sprint La Plagne / FRA
- 2. Platz Weltmeisterschaft K1 Herren Einzel, Sprint La Plagne / FRA
- 1. Platz Deutsche Meisterschaft K1 Herren Einzel, Classic Murau / AUT
- 3. Platz Deutsche Meisterschaft K1 Herren Einzel, Sprint Murau / AUT

2011
- 3. Platz Europameisterschaft K1 Herren Team, Classic Kraljevo / SRB
- 2. Platz Europameisterschaft K1 Herren Einzel, Classic Kraljevo / SRB
- 3. Platz Weltmeisterschaft K1 Herren Team, Sprint Augsburg / GER
- 15. Platz Weltmeisterschaft K1 Herren Einzel, Sprint Augsburg / GER
- 1. Platz Deutsche Meisterschaft K1 Herren Einzel, Classic Kramsach / AUT

2010
- 2. Platz Weltmeisterschaft K1 Herren Team, Classic Sort / ESP
- 9. Platz Weltmeisterschaft K1 Herren Einzel, Classic Sort / ESP
- 2. Platz Deutsche Meisterschaft K1 Herren Einzel, Classic Lofer / AUT

2009
- 1. Platz Europameisterschaft K1 Herren Team, Classic Sondrio / ITA
- 2. Platz Europameisterschaft K1 Herren Team, Sprint Sondrio / ITA
- 1. Platz Deutsche Meisterschaft K1 Herren Einzel, Classic / Obervellach / AUT
- 8. Platz Fishmarathon Südafrika

2008
- 2. Platz Weltmeisterschaft K1 Herren Team, Classic Ivrea/ ITA
- 4. Platz Weltmeisterschaft K1 Herren Einzel, Classic Ivrea / ITA
- 1. Platz Deutsche Meisterschaft K1 Herren Einzel, Classic Sterzing / ITA

2007
- 5. Platz Deutsche Meisterschaft K1 Herren Einzel, Classic Lofer / AUT
- 2. Platz Deutsche Meisterschaft K1 Herren Team, Sprint Lofer / AUT

2006
- 3. Platz Junioreneuropameisterschaft K1 Herren Team, Classic Bihac / BIH
- 5. Platz Junioreneuropameisterschaft K1 Herren Einzel, Classic Bihac / BIH
- 7. Platz Junioreneuropameisterschaft K1 Herren Einzel, Sprint Bihac / BIH

2005
- 2. Platz Juniorenweltmeisterschaft K1 Herren Team, Classic Mezzana / ITA
- 7. Platz Juniorenweltmeisterschaft K1 Herren Einzel, Classic Mezzana / ITA
- 17. Platz Juniorenweltmeisterschaft K1 Herren Einzel, Sprint Mezzana / ITA